# Jürgen Kanzleiter
Jürgen Kanzleiter (* 16. März 1949) ist ein ehemaliger deutscher Fußballtorhüter.

## Werdegang
Kanzleiter begann seine Karriere in der Jugend des TV Aldingen, bevor er Ende der 60er Jahre zur SpVgg 07 Ludwigsburg wechselte. In der Saison 1970/71 wurde die Spielvereinigung Vizemeister in der Amateurliga Nordwürttemberg und erreichte durch die Aufstiegsrunde den Aufstieg in die damals zweitklassige Fußball-Regionalliga Süd. Unter den Trainern Kurt Baluses und Gunther Baumann war aber der vormalige langjährige Torhüter des FK Pirmasens, Peter Jann, die Nummer eins. Kanzleiter bestritt an der Seite der Mitspieler Dieter Schurr und Dieter Dollmann lediglich sieben Regionalligaspiele für Ludwigsburg. Er wechselte zur Saison 1972/73 zu den Stuttgarter Kickers. Hier spielte er bis 1978 in der 2. Bundesliga Süd. Bei den Kickers war Rolf Gerstenlauer der Stammtorhüter. In den zwei letzten Runden der alten zweitklassigen Regionalliga kam er auf 29 Einsätze. Von 1974 bis 1978 wurde er von den Trainern Fritz Millinger und Rudi Kröner in 23 Spielen in der Zweiten Liga eingesetzt. Zur Saison 1978/79 schloss sich Kanzleiter der SGV Freiberg an.